# Cahama
Cahama, também grafado com Caama ou Kahama, é uma cidade e município da província do Cunene, em Angola.
Tem 9 725 km² e cerca de 72 mil habitantes. É limitado a norte pelos municípios de Chiange e Matala, a leste pelo município de Ombadija e a sul e a oeste pelo município de Curoca.
O município é constituído pela comuna-sede, correspondente à cidade de Cahama, e pela comuna de Oxinjau.